# Le Fondateur (film)
Pour les articles homonymes, voir Fondateur.
Pour plus de détails, voir Fiche technique et Distribution.
Le Fondateur (The Founder) est un film américain historique réalisé par John Lee Hancock, sorti en 2016.
Il s'agit d'un film biographique sur Ray Kroc qui a développé et franchisé les restaurants McDonald's créés par Richard et Maurice McDonald. Le film reçoit de bonnes critiques mais n'est pas un immense succès commercial à sa sortie. Le film gagne davantage de popularité deux ans après sa sortie, en devenant disponible sur Netflix.

## Synopsis
En 1954, Raymond « Ray » Kroc vend des machines à milk-shake dans le Missouri quand une commande importante l'emmène en Californie, à San Bernardino. Il y fait alors la rencontre des frères Richard et Maurice McDonald.
Ils sont les propriétaires et concepteurs d'un restaurant de restauration rapide révolutionnaire : McDonald's. Ils en ont fait le contre-modèle absolu du drive-in (ou ciné-parc) : rapide, efficace, peu coûteux, familial. Kroc convainc alors les deux frères de franchiser leur concept et de lui confier cette responsabilité. Échaudés par un premier échec dans ce domaine, les frères McDonald acceptent à condition de signer un contrat qui leur donne le contrôle entier sur toutes les évolutions ou tous les changements proposés par leur nouvel associé.
Reparti à Arlington Heights dans l'Illinois où il réside, Ray Kroc développe rapidement la franchise. Les désaccords stratégiques et commerciaux se multiplient entre lui et les deux frères, plutôt frileux et réfractaires à des changements. De plus, son contrat l'empêche de tirer des revenus substantiels de ses activités. Ray Kroc met alors au point une stratégie lui permettant d'augmenter significativement ses gains et de se débarrasser de ses deux associés.

## Fiche technique
Sauf indication contraire, les informations mentionnées dans cette section peuvent être confirmées par la base de données cinématographiques IMDb,  présente dans la section « Liens externes ».
- Titre original : The Founder
- Titre français : Le Fondateur
- Réalisation : John Lee Hancock
- Scénario : Robert D. Siegel
- Direction artistique : Michael Corenblith
- Décors : Susan Benjamin
- Costumes : Daniel Orlandi
- Photographie : John Schwartzman
- Montage : Robert Frazen
- Musique : Carter Burwell
- Production : Don Handfield, Jeremy Renner et Aaron Ryder

Coproducteurs : Parry Creedon et Michael Sledd
Producteurs délégués : Holly Brown, David S. Greathouse, William D. Johnson, Christos V. Konstantakopoulos et Karen Lunder
- Sociétés de production : FilmNation Entertainment et The Combine
- Sociétés de distribution : The Weinstein Company (États-Unis), Elevation Pictures (Canada), EuropaCorp Distribution (France)
- Budget : 7 000 000 USD [1]
- Pays d'origine :  États-Unis
- Langue originale : anglais
- Format : couleur - son Dolby Digital
- Genre : drame biographique
- Durée : 115 minutes
- Dates de sortie[2] :
  - États-Unis : 16 décembre 2016 (sortie limitée)
  - France : 28 décembre 2016
  - États-Unis, Canada : 20 janvier 2017 (sortie nationale)

## Distribution
- Michael Keaton (VF : Bernard Lanneau) : Raymond « Ray » Kroc

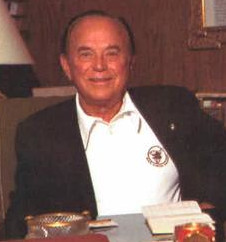
Ray Kroc, ici en 1978

- Nick Offerman (VF : Bernard Métraux) : Richard « Dick » McDonald
- John Carroll Lynch (VF : Pascal Casanova) : Maurice « Mac » McDonald
- Laura Dern (VF : Rafaèle Moutier) : Ethel Kroc, la femme de Ray
- Linda Cardellini (VF : Hélène Bizot) : Joan Smith
- Kate Kneeland (VF : Nathalie Homs) : June Martino
- Patrick Wilson (VF : Alexis Victor) : Rollie Smith, le mari de Joan
- Ric Reitz : Will Davis
- Wilbur Fitzgerald (VF : Gérard Surugue) : Jerry Cullen
- B. J. Novak (VF : Philippe Bozo) : Harry J. Sonneborn
- Justin Randell Broke (VF : François Delaive) : Fred Turner
- Andrew Benator (VF : Patrick Mancini) : Leonard Rosenblatt
- Cara Mantella : Myra Rosenblatt, la femme de Leonard

## Production

### Genèse et développement
Le scénario de Robert Siegel a été classé parmi les meilleurs scénarios de 2014 en attente de production selon The Black List,. En décembre 2014, John Lee Hancock signe pour réaliser le film.
Le film prend une petite liberté sur la vie personnelle de Ray Kroc : Dans le film, il quitte sa première épouse, Ethel Fleming, pour Joan Smith-Mansfield. En réalité, Kroc avait d'abord épousé en secondes noces Jane Dobbins Greer en 1963, ils divorceront en 1968. Ray Kroc n'épousera Joan qu'en 1969, en troisièmes noces.

### Tournage
Le tournage a débuté à Newnan le 1er juin 2015,. Il a ensuite eu lieu dans d'autres villes de l'État de Géorgie (Thomaston, Canton, Atlanta, Douglasville), ainsi qu'au Nouveau-Mexique (Albuquerque, Belen).

## Accueil

### Critique
Le film reçoit des critiques plutôt positives. Sur l'agrégateur américain Rotten Tomatoes, il récolte 81% d'opinions favorables pour 238 critiques et une note moyenne de 6,95⁄10. Sur Metacritic, il obtient une note moyenne de 66⁄100 pour 47 critiques.
En France, le film obtient une note moyenne de 3,1⁄5 sur le site AlloCiné, qui recense 20 titres de presse. Après la parution du film sur Netflix, la note moyenne sur Allociné monte à 3,8⁄5.

### Box-office
Le film récolte 24 millions de dollars au box-office dans le monde, pour un budget estimé à 7 millions de dollars,.
| Pays ou région    | Box-office     | Date d'arrêt du box-office | Nombre de semaines |
| ----------------- | -------------- | -------------------------- | ------------------ |
| États-Unis Canada | 12 786 053 $   | 27 avril 2020              | 15                 |
| France            | 61 002 entrées | -                          | -                  |
| Total mondial     | 24 121 245 $   | -                          | -                  |